# Name Fame & Money
|  | Denne artikel er oprettet af botten PalnaBot ud fra en ekstern database. Den kan derfor have sproglige fejl eller mangler. Denne skabelon kan fjernes efter kontrol af indholdet. |

Name Fame & Money er en film instrueret af Parminder Singh og Martin Barnewitz.

## Handling
Der er fuld fart på yuppierne i Mumbai i Indien. Skal man gøre sin lykke, skal man være på stikkerne. Der er mange måder at søge lykken på i den indiske økonomiske højborg. Filmens hovedperson ønsker brændende at blive skuespiller, og så må Bollywood være det rette sted.